# Albrecht von Kunowski
Georg Konrad Albrecht von Kunowski (ur. 4 lipca 1864 w Poczdamie, zm. 5 kwietnia 1933 tamże) – niemiecki lekarz psychiatra i stenograf, wspólnie z bratem Felixem (1868–1942) twórca systemu stenograficznego, tzw. Nationalstenografie.
Pochodził z wielkopolskiego rodu Kunowskich h. Nałęcz, z linii osiadłej w Królestwie Prus. Syn Georga Friedricha Conrada von Kunowskiego (1833–1907) i jego żony Grace Alcock (1839–1870). Studiował medycynę na Uniwersytecie w Berlinie, tytuł doktora medycyny otrzymał w 1888 roku. Od 1891 praktykował w zakładzie psychiatrycznym w Leubus (obecnie Lubiąż), od 1893 jako Oberarzt w Kreuzburgu (dziś Kluczbork), od 1899 w Roda i od 1902 z powrotem w Leubus. W 1922 mianowany dyrektorem zakładu psychiatrycznego w Rybniku.

## Wybrane prace
- Die ätherischen Oele als Anæsthetica dolorosa. Berlin: G. Schade, 1888
- Der Fall Lubecki. Psychiat. neur. Wschr. 10 ss. 313-20, 1908/1909
- Die Kurzschrift als Wissenschaft und Kunst. Akademie für Kurzschrift, 1923